# The Principle of Evil Made Flesh
The Principle of Evil Made Flesh is het eerste album van Cradle Of Filth uit 1994. Het verscheen onder het label Cacophonous.
Het album heeft een "clean" geluid en de zang van Dani Filth is hierop nog heel anders dan de stijl die hij op de latere albums zou ontwikkelen. De cd bevat de genres black en deathmetal. Gitaren, keyboards en drums voeren de boventoon. Vaak terugkerende thematiek in de teksten van het album zijn onder andere satanisme en vampirisme, die in latere werken nog steeds een belangrijke inspiratiebron vormen.
Redelijk onbekend is dat voorafgaand aan de verschijning van The Principle of Evil Made Flesh de band al een ander debuutalbum opgenomen had, getiteld Goetia. Het album zou zijn uitgebracht onder het label Tombstone, maar dit was failliet gegaan en kon het niet bekostigen.

## Nummers
1. Darkness Our Bride (Jugular Wedding) – 2:00
2. The Principle of Evil Made Flesh – 4:34
3. The Forest Whispers My Name – 5:06
4. Iscariot – 2:33
5. The Black Goddess Rises – 6:48
6. One Final Graven Kiss – 2:15
7. A Crescendo of Passion Bleeding – 5:30
8. To Eve the Art of Witchcraft – 5:28
9. Of Mist and Midnight Skies – 8:09
10. In Secret Love We Drown – 1:29
11. A Dream of Wolves in the Snow – 2:10
12. Summer Dying Fast – 5:39
13. Imperium Tenebrarum – 0:49

## Bandbezetting
- Dani Filth - Vocalen
- Paul Allender - Gitaar
- Nicholas Barker - Drums
- Robin Eaglestone - Basgitaar
- Paul Ryan - Gitaar
- Benjamin Ryan - Keyboard
- Andrea Meyer - Achter Vocalen
- Darren White - Vocalen in A Dream of Wolves in the Snow